# Caserío Legarralde
El caserío Legarralde en Cizúrquil (Provincia de Guipúzcoa, España) es un edificio cuya estructura interior y parte de los muros están datados en el siglo XVI. En el siglo XVIII fueron reformados los muros perimetrales y la cubierta, añadiéndosele también el soportal o "karrera".

## Descripción

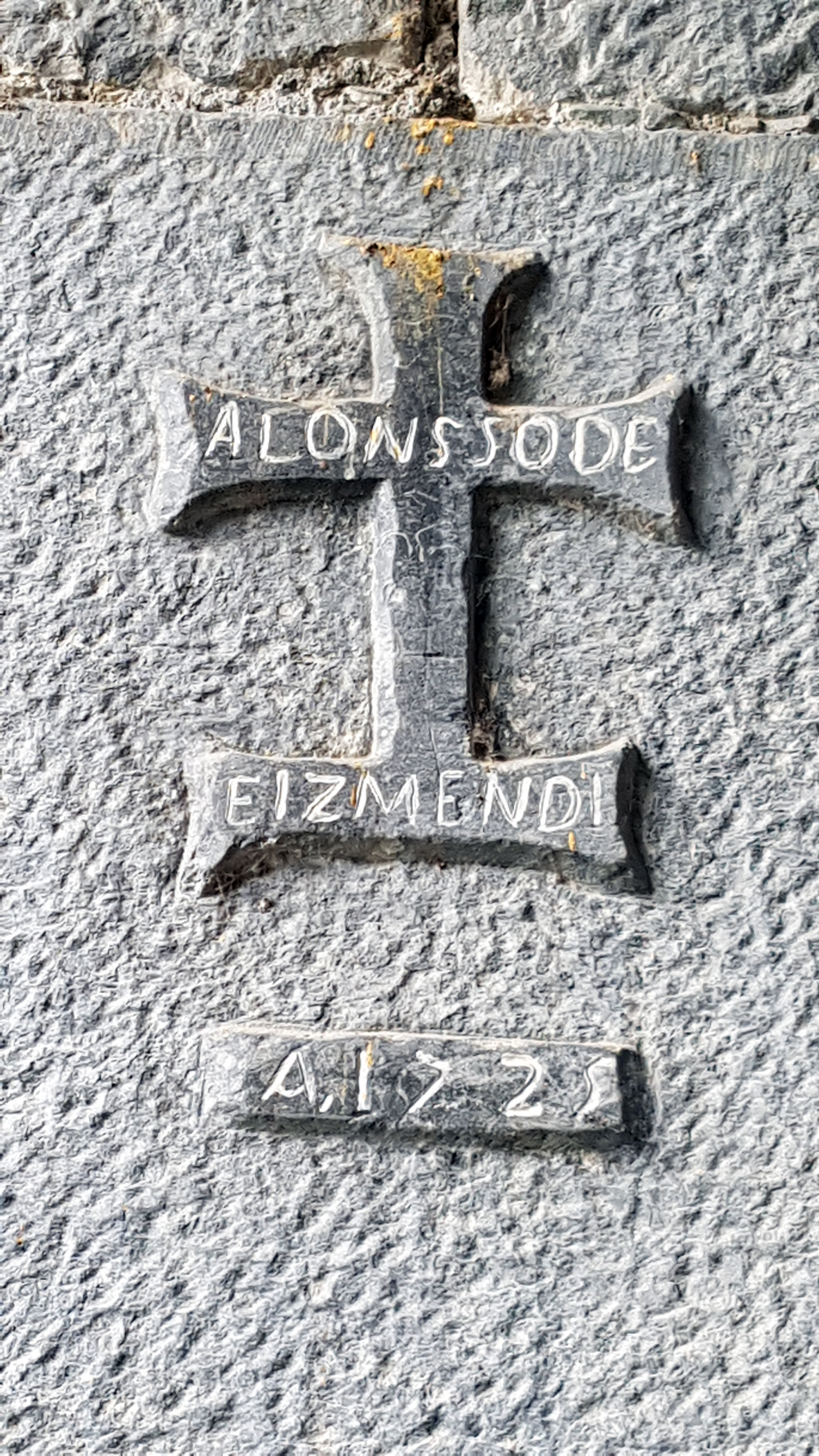
Cruz bajo uno de los soportales

Se trata de un caserío de planta rectangular de 22 x 16 m, dos plantas y desván con muros perimetrales de mampostería en su mayor parte, que posee también partes de sillarejo gótico no visible desde el exterior; esquinales de sillar de piedra caliza (piedra con la que están construidos todos los sillares de este edificio), cubierta a dos aguas en teja canal artesana y mecánica, con gallur perpendicular a la fachada principal de orientación E. Esta fachada posee en su lado sur un gran arco que da acceso al soportal o karrera que ocupa y cubre toda la fachada E por este lado. La cubierta de este soportal es una prolongación del paño de la cubierta del edificio. El citado soportal en su fachada S posee una gran entrada con dos columnas de sillares, y en el centro de una de ellas existe una cruz tallada en la que se lee "Alonso de Eizmendi. Año 1725", que corresponde al año de construcción de este soportal. Del soportal se accede hoy al interior del caserío dividido, únicamente en la planta baja, en dos viviendas a las que se accede a través de sendas puertas. 
La fachada E principal se halla raseada y pintada de color blanco. En su parte central presenta una puerta de dos hojas de madera que sirve de entrada a la cuadra de este lado. En la primera planta, centradas, existen dos ventanas con marco de madera que se abren en el entramado que, en esta zona, se halla totalmente cubierto. A la izquierda de las citadas dos ventanas, se abre otra pequeña, recercada de sillar. El desván se halla abierto, protegido por simples tablas en el hastial. La fachada W presenta un anejo adosado en la planta baja en su parte N. Esta fachada es muy robusta y está construida en sillarejo en su parte baja, y en mampostería en la parte superior. En la planta baja posee un acceso de puerta de madera de dos hojas por donde se accede a la segunda cuadra de este caserío. Los huecos que se abren en ella en la primera planta y desván están recercados de sillar. La mencionada fachada W está raseada y pintada de color blanco. La zona N no es visible debido al desnivel del terreno y de ella se accede a la primera planta del interior del edificio, a través de un portón de madera protegido por un tejadillo de dos aguas. La planta primitiva de este caserío es cuadrada -16 x 16 m-.
Interiormente, como se ha descrito, en la planta baja de este edificio se sitúan las cocinas abiertas al soportal o "karrera" antes citado. De esta planta baja arrancan cuatro postes enterizos de gran envergadura que se asientan en el suelo sobre grandes zapatas de piedra y se hallan regularmente dispuestos. Dichos postes se acoplan con vigas y tornapuntas con ensamblajes en colas de golondrina. Posee en su centro un gran lagar de viga completo, con cuatro bernias. También son visibles en este lado los sovigaños y el tablazón de la masera del lagar de época gótica que posee este caserío. En la parte central de la primera planta se sitúa sobre los citados sovigaños la masera del lagar, que se halla completo con sus cantaleras, siendo visibles las citadas bernias. En el centro de las mismas son visibles los anclajes de un lagar de época barroca que, posteriormente, poseyó este caserío. A uno de los lados de esta primera planta, que no está dividida, están las habitaciones y otras dependencias separadas por tabiques construidos con entramados de madera, rellenos con mortero y piedra. El desván E se sitúa sobre el lagar y está cubierto con tablazón de madera. El desván W, que está cerrado por tablazón, tiene una puerta de acceso hecha con tablazón machihembrado. Los desvanes poseen correas de gran sección soportadas en horquillas de madera y tornapuntas señaladas todas con marcas de carpintería y con numerales romanos. Los cabrios son, en su mayor parte, de una sola pieza.